# Steffi Lemke
Steffi Lemke (Dessau, 19 gennaio 1967) è una politica tedesca.
Membro del partito Alleanza 90/I Verdi, dall'8 dicembre 2021 al 6 maggio 2025 è stata ministro federale dell'ambiente, della conservazione della natura, della sicurezza nucleare e della protezione dei consumatori nel governo Scholz.
È stata deputata al Bundestag per lo stato dell'Sassonia-Anhalt dapprima dal 16 ottobre 1994 al 22 settembre 2002 e poi per una seconda volta dal 22 settembre 2013.

## Biografia
Dopo aver frequentato una scuola secondaria politecnica a Dessau, Lemke si è inizialmente formata come zootecnica dal 1984 al 1986. Successivamente ha lavorato come portalettere dal 1986 al 1988. Ha anche frequentato un corso di diploma di scuola secondaria presso il Philanthropinum di Dessau. Dopo essersi diplomata al liceo nel 1988, ha studiato scienze agrarie presso l'Università Humboldt di Berlino, laureandosi nel 1993 in ingegneria agraria (specializzata in produzione animale).

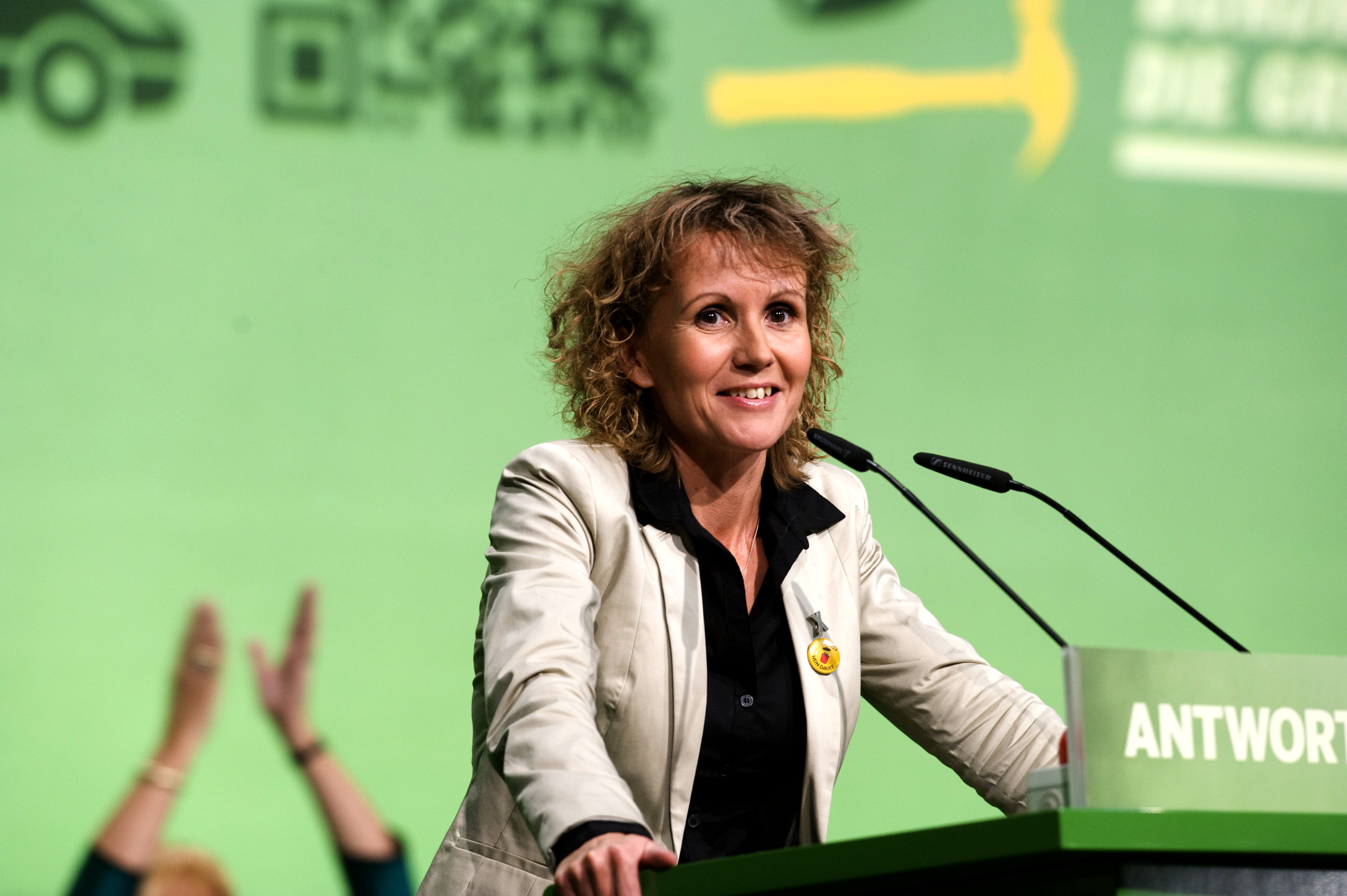
Steffi Lemke a Colonia nel 2011

Lemke è stata una delle co-fondatrici del Partito dei Verdi nella DDR nel 1989. È stata per la prima volta membro del Bundestag tedesco dal 1994 al 2002, rappresentando i distretti di Dessau-Roßlau e Wittenberg. Durante quel periodo, ha fatto parte della commissione per l'alimentazione e l'agricoltura.
Dal 2002 al 2013 Lemke ha lavorato come amministratore delegato del Partito dei Verdi, sotto la guida dei co-presidenti Angelika Beer (2002-2004), Reinhard Bütikofer (2002-2008), Claudia Roth (2004-2013) e Cem Özdemir (2008-2013). In questa veste, ha diretto le campagne del suo partito in tre elezioni nazionali che sono state tutte successive. Alla fine del 2013, ha preso in considerazione l'idea di candidarsi alla guida del partito, ma alla fine ha abbandonato l'idea, lasciando invece spazio a Simone Peter. 
Dalle elezioni del 2013, Lemke è stata nuovamente membro del Bundestag tedesco. È stata membro del Consiglio degli anziani del parlamento, che – tra le altre funzioni – determina i punti dell'agenda legislativa quotidiana e assegna presidenti di commissione in base alla rappresentanza del partito.

## Vita privata
Lemke è divorziata e vive con il suo attuale compagno a Dessau. Ha un figlio.